# Zygmunt Batowski

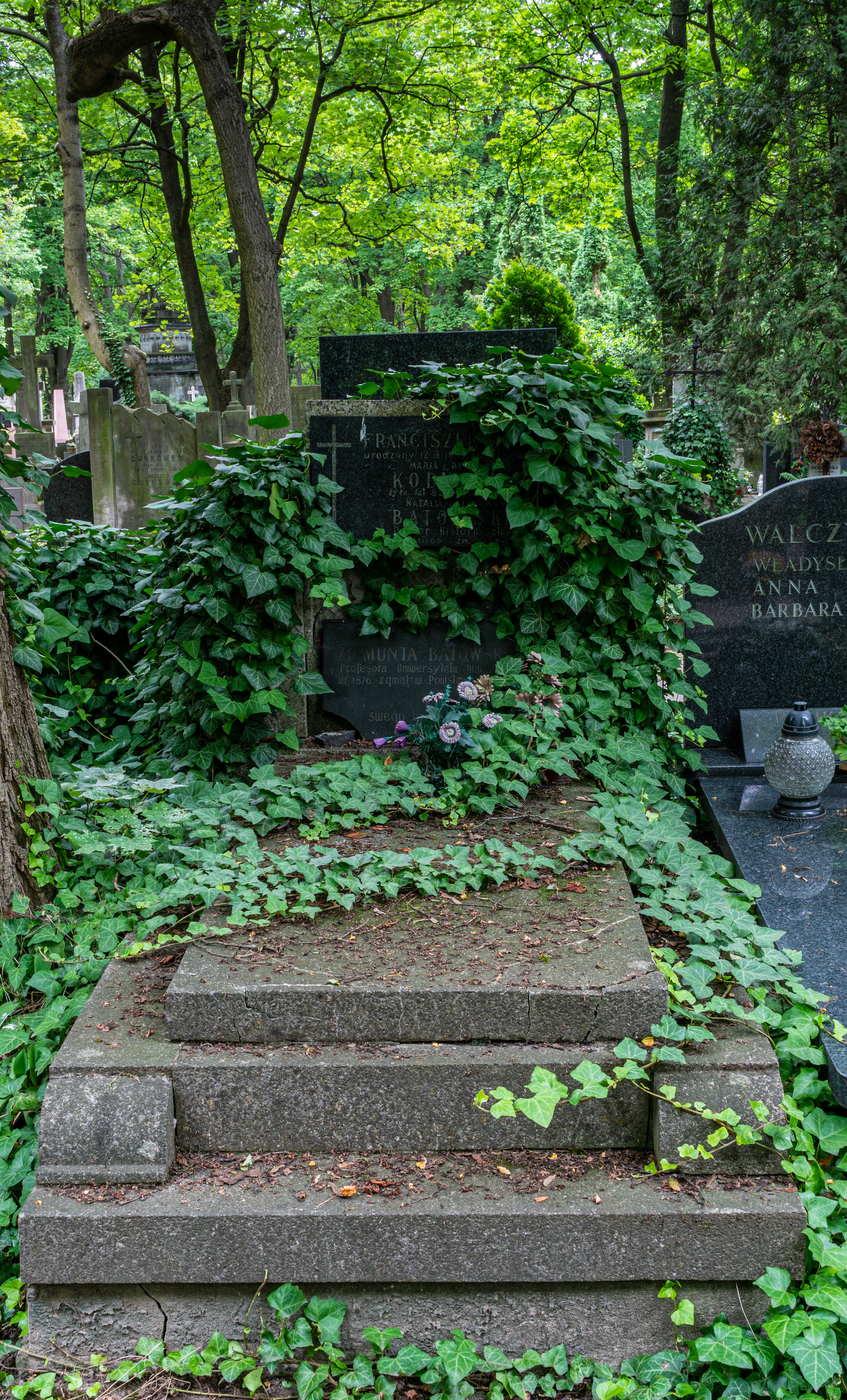
Grób Zygmunta Batowskiego na cmentarzu Powązkowskim

Zygmunt Batowski (ur. 27 lipca 1876 we Lwowie, zm. 1 września 1944 w Warszawie) – polski historyk sztuki, muzeolog.

## Życiorys
Był synem Wojciecha Kaczora, chłopa, uczestnika powstania styczniowego i Antoniny Batowskiej, pochodzącej z rodziny ziemiańskiej. Uczęszczał do gimnazjum we Lwowie, następnie studiował historię sztuki i historię literatury polskiej na Uniwersytecie Lwowskim. W 1900 obronił doktorat na Uniwersytecie Lwowskim pod kierunkiem Jana Antoniewicza-Bołoza (na podstawie pracy O obrazie Matki Boskiej Domagaliczowskiej w wielkim ołtarzu katedry lwowskiej, malowanym przez Józefa Wolfowicza). W latach 1897–1917 pracował w bibliotece uniwersyteckiej, był również bibliotekarzem w Fundacji hrabiego Baworowskiego we Lwowie. W 1917 przeniósł się do Warszawy i podjął pracę na Uniwersytecie Warszawskim.
Na UW kierował początkowo Zbiorem Odlewów Gipsowych (1917–1919). W 1919 został profesorem nadzwyczajnym, p.o. dyrektora Biblioteki Uniwersyteckiej (do 1929) kierownikiem Zbiorów Grafiki Stanisława Augusta i kierownikiem Katedry Historii Sztuki. Od 1934 był profesorem zwyczajnym. Prowadził wykłady z historii sztuki XVI-XIX wieku na uniwersytecie, a w Muzeum Narodowym (wchodził w skład jego Rady) ćwiczenia z inwentaryzacji i opisu obiektów muzealnych.
W latach 1919–1920 pełnił funkcję przewodniczącego Związku Bibliotekarzy Polskich, a 1920–1923 prezesa Polskiego Związku Historyków Sztuki (jednocześnie był przewodniczącym oddziału warszawskiego związku). W 1922 został członkiem rzeczywistym Towarzystwa Naukowego Warszawskiego, w 1929 członkiem zwyczajnym tego Towarzystwa, a w 1935 członkiem korespondentem PAU. Był członkiem zarządu Towarzystwa Naukowego Warszawskiego, sekretarzem Wydziału II TNW, członkiem Komisji Historii Sztuki PAU. 3 maja 1928 został odznaczony Krzyżem Komandorskim Orderu Odrodzenia Polski.
Jego zainteresowania naukowe obejmowały historię sztuki barokowej i klasycystycznej, kulturę artystyczną Polski XVII-XIX wieku, sztukę sakralną oraz muzeologię. Badał m.in. twórczość Rembrandta i Norblina, gromadził materiały o historii i architekturze pałaców warszawskich, inwentaryzował dzieła sztuki kościołów jezuitów i pijarów w Warszawie, a także zbiory Biblioteki Fundacji hrabiego Baworowskiego we Lwowie i Muzeum Książąt Czartoryskich w Gołuchowie. Prowadził katalogowanie zbiorów Muzeum Narodowego w Warszawie (m.in. zbiory miniatur portretowych); pracę kontynuował także podczas okupacji hitlerowskiej (do 1943). W 1917 zorganizował na UW Seminarium Historii Sztuki; wśród jego uczniów był m.in. Stanisław Lorentz.
Materiały archiwalne Zygmunta Batowskiego znajdują się w PAN Archiwum w Warszawie pod sygnaturą III-2.
Zginął zamordowany przez hitlerowców pod murem Ogrodu Saskiego w Warszawie w 1944 roku. Na cmentarzu Powązkowskim w Warszawie (kwatera 107-2-13) znajduje się jego grób symboliczny, w którym spoczywa jego żona Natalia z rodziną.

## Publikacje (wybór)
Był autorem wielu prac naukowych, część z nich ukazała się pośmiertnie. Opracował kilkadziesiąt artykułów biograficznych poświęconych artystom działającym w Polsce do Thieme-Becker Allgemeines Lexikon der bildenden Künstler (1928–1939); współpracował także z Polskim Słownikiem Biograficznym. Niektóre prace:
- Z korespondencji Norblina (1910)
- Norblin (1911)[2]
- Ważniejsze potrzeby historii sztuki w Polsce (1918)
- Śladem szwedzkich badaczy sztuki. Nowe przyczynki dla nauki polskiej (1922)
- Owidiusz w „Szkole Rycerskiej” (1923)
- Marcin Kober, malarz śląski XVI wieku (1927)
- Zbiór graficzny w Uniwersytecie Warszawskim (1928)[2]
- Abraham van Westerwelt, malarz holenderski i jego prace w Polsce (1932)[2]
- Przyczynek do dziejów rzeźby w Polsce XVIII wieku (1933)
- Wizerunki Kopernika (1933)[2]
- Dzieje budowy zamku w Niepołomicach za panowania Zygmunta Augusta (1935)
- Rembrandtowskie otoczenie i Polacy (1936)
- Malarki Stanisława Augusta (1951)
- Marcelo Bacciarelli (1952)
- Portret Stanisława Augusta „Z klepsydrą” (1952)